# Dama
La palabra dama es un término civil de respeto por una mujer, en concreto el equivalente femenino y en muchos contextos un término para cualquier mujer adulta. Una vez confinado al uso al abordar específicamente las mujeres de alta clase social o estado; a lo largo de los últimos 100 años, al término ahora se puede utilizar para referirse a cualquier mujer adulta respetable y considerada. 

## Uso
El significado primario de "dueña de un hogar" es, actualmente, casi obsoleto, salvo por el término casero y en frases hechas como "la señora de la casa." Este significado se mantiene en los estados sureños de los Estados Unidos, y también, en el título de primera dama de la esposa de un funcionario electo. En muchos idiomas europeos, el término equivalente sirve como una forma general de dirección equivalente al Sra. en español (Madame en francés, inglés Mrs, en italiano Signora, en alemán Frau, en polaco Pani, etc.).
- Datos: Q1378024
- Citas célebres: Dama